# Fritz Medicus (Philosoph)

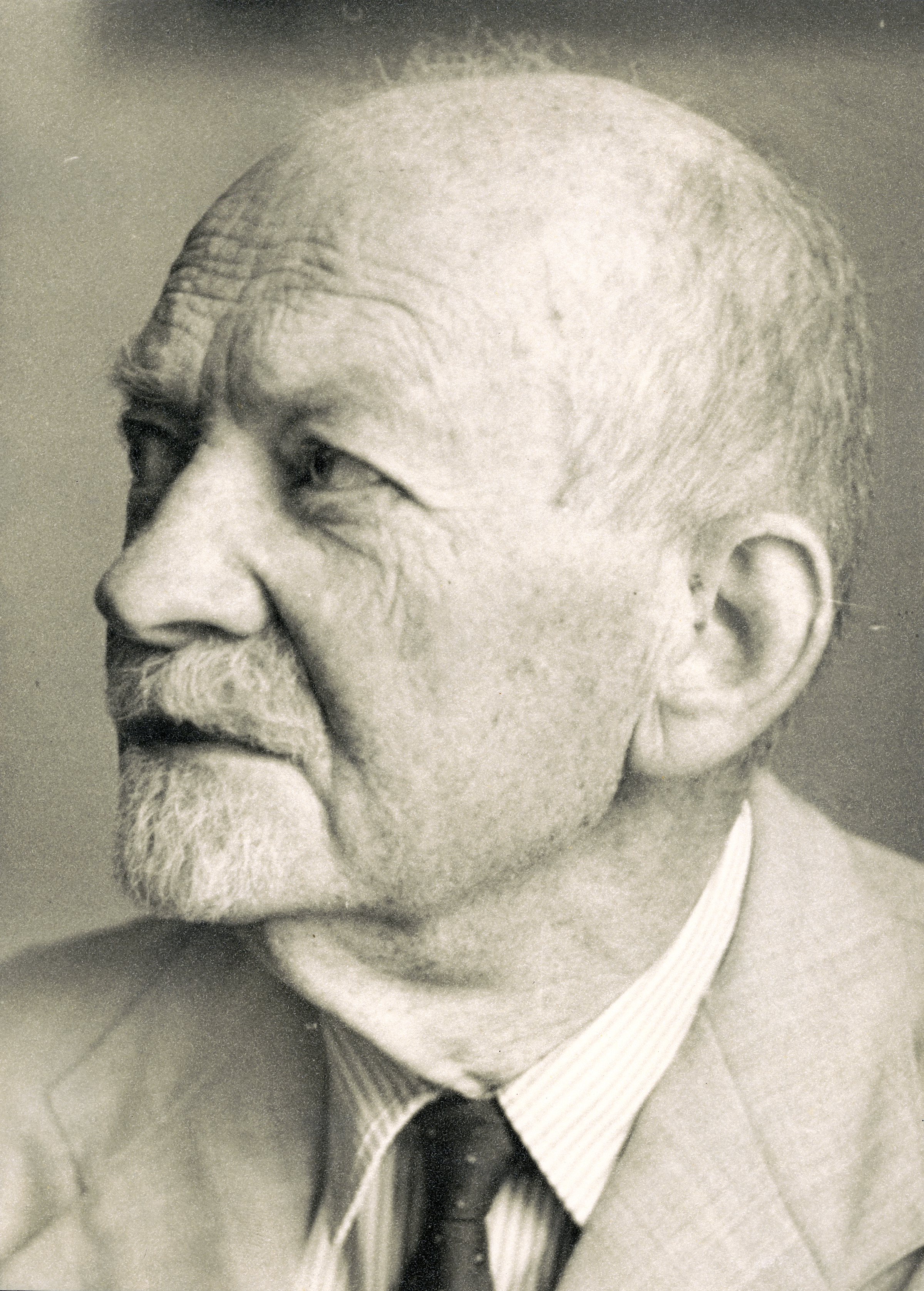
Fritz Medicus

Fritz Georg Adolf Medicus (* 23. April 1876 in Stadtlauringen; † 12. Januar 1956 in Zürich, Schweiz) war ein deutsch-schweizerischer Philosoph.
Medicus studierte Theologie und Philosophie an den Universitäten Jena, Kiel, Straßburg und Halle. Im Jahre 1898 wurde er mit einer Arbeit über Kants Ästhetik und die nichteuklidische Geometrie an der Universität Jena promoviert. Im Jahre 1901 habilitierte er sich an der Universität Halle mit der Schrift »Kants Philosophie der Geschichte«. Von 1911 bis 1946 war er Professor an der Eidgenössischen Technischen Hochschule Zürich. Einer seiner bekanntesten Studenten war der spätere US-Professor Werner Vordtriede. Dieser studierte bis 1938 bei ihm. Medicus gab eine achtbändige Ausgabe der Werke Johann Gottlieb Fichtes heraus. Zudem war er der Herausgeber des „Grundrisses der philosophischen Wissenschaften“, innerhalb dessen 1932 Ernst Cassirers Buch „Die Philosophie der Aufklärung“ erschien.

## Werke
- Fichtes Leben. Leipzig 1914.
- Grundfragen der Ästhetik: Vorträge und Abhandlungen. Jena 1917.
- Die Freiheit des Willens und ihre Grenzen. 1926.
- Vom Wahren, Guten und Schönen: Kulturphilosophische Abhandlungen. Eugen Rentsch Verlag, Erlenbach/Zuerich 1943.
- Das Mythologische in der Religion. Eine philosophische Untersuchung. Eugen Rentsch Verlag, Erlenbach/Zürich [1944].
- Menschlichkeit. Die Wahrheit als Erlebnis und Verwirklichung. Artemis-Verlag, 1951.
- Vom Überzeitlichen in der Zeit. Artemis-Verlag, 1954.